# Nissan Primera P10
Nissan Primera P10 var en stor mellemklassebil fra Nissan Motor og efterfølger for Nissan Bluebird, som den afløste på det europæiske marked. Modellen fandtes som sedan, combi coupé (hatchback) og stationcar, af Nissan betegnet Traveller. Modellen blev i USA solgt under navnet Infiniti G20.
Modellen blev kåret som Årets Bil i Danmark 1991.

## Modelhistorie
Primera var den første Nissan-model, som var udviklet og produceret specielt til Europa. Produktionen startede i juni 1990.
Teknikken i Primera var nyudviklet. Forhjulsophænget i Primera sedan og hatchback var en hybrid konstruktion med dobbelte tværled og fjederben. Karakteristiske var de øvre tværled, som også blev kaldt "third link". Denne byggemåde var ens fra P10 til P11-144. Bagakslen var en torsionsaksel, som blev ført på tværs af Scott Russell-stænger. En Scott Russell-stang bestod af to led: det ene var drejeligt på chassiset og sidelæns bevægeligt på akslen, mens det andet med den halve længde var drejeligt på akslen og befæstiget på midten af det ene led. Konstruktionen lignede en panhardstav uden påsætning på siden.
Limousine- og stationcarmodellerne af Primera var bygget på to forskellige platforme, og havde bortset fra navnet ikke ret meget til fælles. Teknisk set var Traveller (type W10) baseret på den japanske Nissan Avenir og havde dermed heller ikke samme undervognskonstruktion som sedan og hatchback.
Allerede i juni 1993 blev Primera let modificeret med udvidet sikkerhedsudstyr og optimerede motorer.
- Nissan Primera sedan (1990−1995)
- Nissan Primera hatchback (1990−1995)
- Nissan Primera Traveller (1990−1995)

## Facelift
I januar 1995 gennemgik alle versioner af Primera et omfangsrigt facelift med yderligere forbedret sikkerhedsudstyr og førerairbag som standardudstyr. Passagerairbag og selestrammere kunne ligeledes fås og var i de højere udstyrsvarianter (SE og eGT) standardudstyr.
De faceliftede sedan- og hatchbackmodeller kunne kendes på den ændrede kølergrill med kromindlæg samt modificerede, dybere placerede front- og bagkofangere. Også baglygterne fik et mere moderne udseende i grå/rød, og instrumentviserne blev røde i stedet for som hidtil hvide. I frontskørterne blev der integreret to tågeforlygter. De sidste Primera P10-modeller opfyldt Euro2-normen, men nogle eksemplarer var dog med koldløbsregulator ombyggede Euro1-modeller.
Stationcarversionen fik ændrede frontskørter, ny kølergrill samt ABS-bremser som standardudstyr. I juni 1996 blev Traveller igen let modificeret, og fremstillet sideløbende med den i juni 1996 introducerede P11 indtil december 1997 for at lukke hullet. En efterfølger kom først på markedet efter faceliftet af den næste Primera-generation som WP11-120. Dette andet facelift kunne kendes på en igen modificeret kølergrill, og disse modeller havde alle fører- og passagerairbag samt selestrammere.
- Nissan Primera sedan (1995−1996)
- Nissan Primera hatchback (1995−1996)
- Nissan Primera Traveller (1996−1997)

## Udstyrsvarianter
- LX: Basismodel med mekaniske rudeoptræk og manuelt justerbare sidespejle
- SLX: Komfortudstyr med 4 el-ruder, el-justerbare og -opvarmelige sidespejle, centrallåsesystem, servostyring og klimaanlæg (til eftermontering).
- SRi (sportspakke med samme optik som Primera eGT): Frontspoiler, sidelister og hækspoiler (i bilens farve), skrifttræk "SRi" bagpå, på siderne og på speedometeret. Håndbremse, gearknop og rat betrukket med læder og sportssæder. Fandtes i farverne geminiblå, kirserød, tundragrøn og sort. Mineraleffektlak mod merpris. Kun som 1,6/90 hk.
- eGT: Sportsversion, kun som 2,0/150 hk. 0−100 km/t 8,4 sek.; topfart 220 km/t. Optisk betonet sportslighed med hækspoiler, sidelister, sportssæder, alufælge osv., samt olietryksmåler i kombiinstrumentet.
- Invitation: Sidste specialmodel af Primera P10, solgt 1995−1996. Kunne kendes på kromindlæg på dørhåndtag og kølergrill, 14" alufælge, manuelt klimaanlæg, dobbelt airbag, ABS samt tagantenne. Fandtes også i "Oceangreen", som kun fandtes til Invitation. Det var en lys "bonbongrøn", som senere også kunne fås til Nissan Micra. Invitation var grundlæggende en udstyrsteknisk udvidet version af LX, med elruder foran. Fandtes som 1,6/90 hk og 2,0/115−125 hk.
- SE: Luksusversion, kun som 2,0/115−125 hk. Kunne udefra kendes på alufælge med 195-dæk, forkromede dørhåndtag og skrifttræk "SE" bagpå bilen. Lædersæder med sædevarme som ekstraudstyr. Desuden gearknop, rat og håndbremse betrukket med læder ligesom i SRi og eGT, midterkonsol med træindlæg og integreret kassetteboks.

## Motorer
Ved introduktionen fandtes Primera med tre forskellige benzinmotorer med effekt mellem 90 og 150 hk samt en sugedieselmotor med 75 hk. Benzinmotorerne havde alt efter version karburator eller benzinindsprøjtning, men blev alle til indsprøjtningsmotorer i juni 1993.
2,0-liters 16V-motoren med 115 hk kunne fra april 1991 også leveres med firehjulstræk, dog kun i sedan og hatchback.
Alle motorerne var firecylindrede rækkemotorer. Benzinmotorerne havde 16 ventiler, drevet af to kædedrevne, overliggende knastaksler. Dieselmotoren havde derimod kun 8 ventiler drevet af én tandremsdrevet, overliggende knastaksel.

### Tekniske data
|                                                | 1.6                 | 1.6                 | 2.0                             | 2.0                             | 2.0e GT              | 2.0 d                        |
| Byggeår                                        | 6/1990–5/1993       | 6/1993–12/1997      | 6/1990–5/1993                   | 6/1993–12/1997                  | 6/1990–6/1996        | 6/1990–12/1997               |
| Motordata                                      |                     |                     |                                 |                                 |                      |                              |
| Motorkode                                      | GA16DS              | GA16DE              | SR20Di                          | SR20De                          | SR20DE               | CD20                         |
| Motortype                                      | R4-benzinmotor      | R4-benzinmotor      | R4-benzinmotor                  | R4-benzinmotor                  | R4-benzinmotor       | R4-dieselmotor               |
| Antal ventiler pr. cylinder                    | 4                   | 4                   | 4                               | 4                               | 4                    | 2                            |
| Ventilstyring                                  | DOHC, kæde          | DOHC, kæde          | DOHC, kæde                      | DOHC, kæde                      | DOHC, kæde           | OHC, tandrem                 |
| Fødesystem                                     | Karburator          | Monopoint           | Monopoint                       | Multipoint                      | Multipoint           | Hvirvelkammer                |
| Trykladning                                    | –                   | –                   | –                               | –                               | –                    | –                            |
| Køling                                         | Vandkøling          | Vandkøling          | Vandkøling                      | Vandkøling                      | Vandkøling           | Vandkøling                   |
| Boring × slaglængde                            | 76,0 × 88,0 mm      | 76,0 × 88,0 mm      | 86,0 × 86,0 mm                  | 86,0 × 86,0 mm                  | 86,0 × 86,0 mm       | 84,5 × 88,0 mm               |
| Slagvolume                                     | 1597 cm³            | 1597 cm³            | 1998 cm³                        | 1998 cm³                        | 1998 cm³             | 1974 cm³                     |
| Kompressionsforhold                            | 9,8:1               | 9,8:1               | 9,5:1                           | 9,5:1                           | 10,0:1               | 22,2:1                       |
| Maks. effekt ved omdr./min.                    | 66 kW (90 hk) 6000  | 75 kW (102 hk) 6000 | 85 kW (115 hk) 6000             | 92 kW (125 hk) 5600             | 110 kW (150 hk) 6400 | 55 kW (75 hk) 4800           |
| Maks. drejningsmoment ved omdr./min.           | 133 Nm 4000         | 136 Nm 4000         | 166 Nm 4000                     | 170 Nm 4800                     | 181 Nm 4800          | 132 Nm 2800                  |
| Kraftoverførsel                                |                     |                     |                                 |                                 |                      |                              |
| Drivende hjul                                  | Forhjul             | Forhjul             | Forhjul                         | Forhjul                         | Forhjul              | Forhjul                      |
| Gearkasse (standardudstyr)                     | 5-trins manuel      | 5-trins manuel      | 5-trins manuel                  | 5-trins manuel                  | 5-trins manuel       | 5-trins manuel               |
| Gearkasse (ekstraudstyr)                       | –                   | –                   | 4-trins automatisk              | 4-trins automatisk              | –                    | 4-trins automatisk           |
| Præstationer                                   |                     |                     |                                 |                                 |                      |                              |
| Topfart                                        | 180 km/t            | 190 km/t            | 200 km/t (192 km/t)             | 205 km/t (197 km/t)             | 220 km/t             | 165 km/t (152 km/t)          |
| Acceleration 0-100 km/t                        | 11,2 sek.           | 10,9 sek.           | 9,9 sek. (11,5 sek.)            | 10,0 sek. (11,3 sek.)           | 8,7 sek.             | 16,9 sek.                    |
| Brændstofforbrug pr. 100 km ved blandet kørsel | 6,8 liter Blyfri 95 | 7,1 liter Blyfri 95 | 8,0 liter (8,2 liter) Blyfri 95 | 7,7 liter (8,3 liter) Blyfri 95 | 8,0 liter Blyfri 95  | 6,4 liter (7,3 liter) Diesel |

1. ↑  Værdier i parentes gælder for versioner med automatgear

## Sikkerhed
Det svenske forsikringsselskab Folksam vurderer flere forskellige bilmodeller ud fra oplysninger fra virkelige ulykker, hvorved risikoen for død eller invaliditet i tilfælde af en ulykke måles. I rapporterne Hur säker är bilen? er/var Primera i årgangene 1991 til 1996 klassificeret som følger:
- 1999: Mindst 40 % bedre end middelbilen[5]
- 2001: Mindst 40 % bedre end middelbilen[6]
- 2003: Mindst 30 % bedre end middelbilen[7]
- 2005: Mindst 30 % bedre end middelbilen[8]
- 2007: Som middelbilen[9]
- 2009: Mindst 20 % bedre end middelbilen[10]
- 2011: Som middelbilen[11]
- 2013: Mindst 40 % dårligere end middelbilen[12]
- 2015: Mindst 40 % dårligere end middelbilen[13]
- 2017: Mindst 40 % dårligere end middelbilen[14]

## Motorsport
Nissan Primera P10 blev også indsat i standardbilsløb, specielt i det tyske STW og British Touring Car Championship, men også i Japanese Touring Car Championship.